# Poecilia butleri
Poecilia butleri là một loài cá nước ngọt thuộc chi Poecilia trong họ Cá khổng tước. Loài này được mô tả lần đầu tiên vào năm 1889.

## Phân bố và môi trường sống
P. butleri được tìm thấy từ lưu vực sông Fuerte (thuộc bang Sonora, Mexico), trải dài về phía nam đến cửa sông Comasagua (El Salvador). Loài cá này sống ở cá môi trường nước ngọt lẫn nước lợ, thường tập trung ở hạ lưu các con sống lớn và đầm phá ven biển.
P. butleri ưa sống ở những khu vực có thảm rong tảo dày đặc, hoặc những thảm thực vật thủy sinh khác.

## Mô tả
Mẫu vật lớn nhất của P. marcellinoi có chiều dài cơ thể được ghi nhận là 8 cm, thuộc về một cá thể mái; cá đực có chiều dài tối đa được ghi nhận là 8 cm.
Chúng có thể sinh từ 20 đến 60 con cá bột sau thời gian mang thai khoảng 28 ngày.